# Chloe Sauvourel
Chloe Sauvourel, född 18 juni 1999, är en centralafrikansk simmare.

## Karriär
Sauvourel tävlade för Centralafrikanska republiken vid olympiska sommarspelen 2016 i Rio de Janeiro, där hon blev utslagen i försöksheatet på 50 meter frisim.
I juli 2021 vid OS i Tokyo slutade Sauvourel på 75:e plats på 50 meter frisim.